# Station Nekla
Station Nekla is een spoorwegstation in de Poolse plaats Nekla.